# Cerro Martínez de Rozas
El cerro Martínez de Rozas es una montaña en Chile y Argentina que se encuentra ubicada en el extremo norte del cordón homónimo en la provincia de Capitán Prat en la región de Aysén en su lado chileno y en el departamento Lago Argentino, provincia de Santa Cruz en su lado argentino, en la zona sur del país.